# Kvikk Lunsj

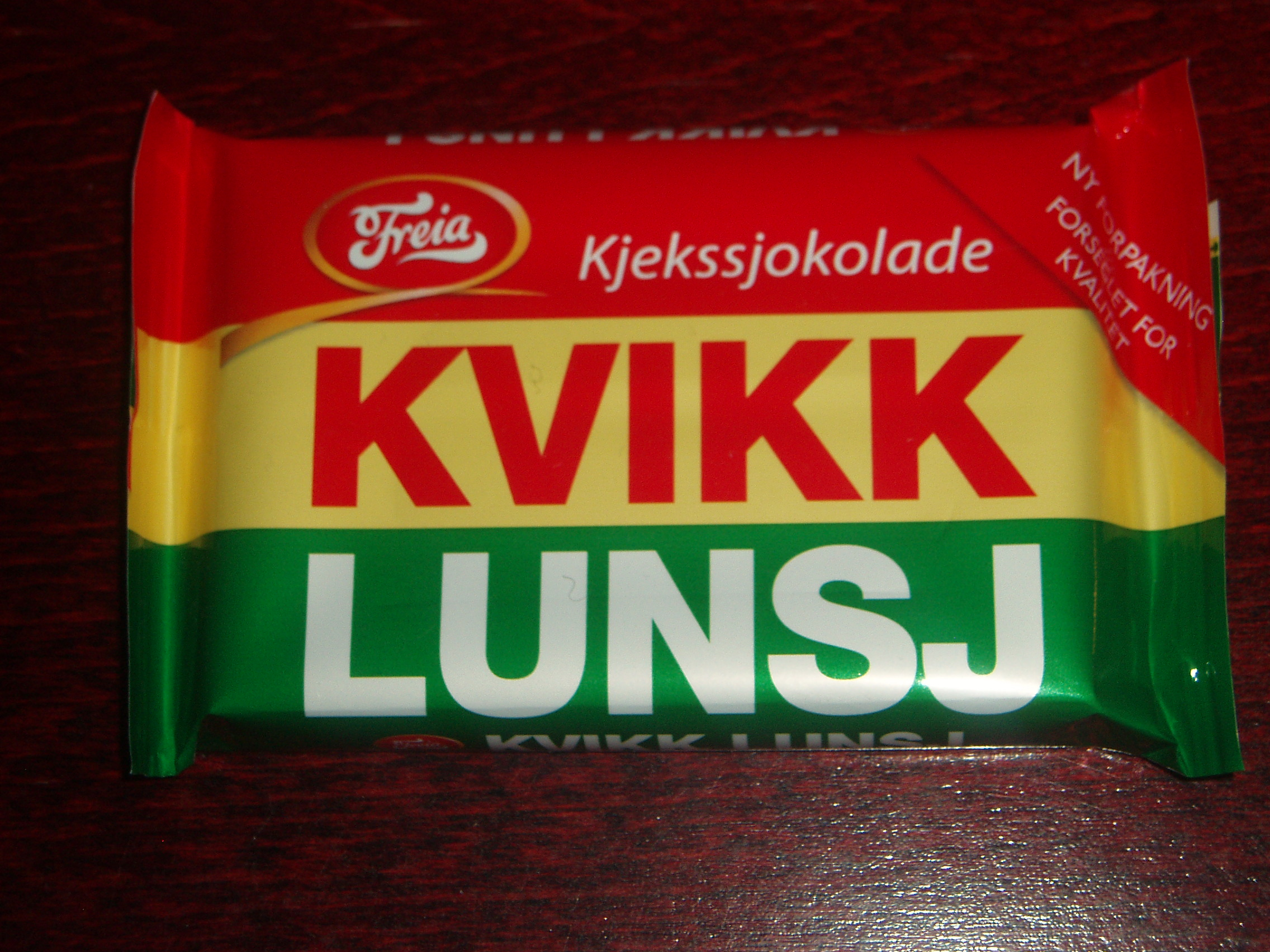
Ein Kvikk Lunsj

Kvikk Lunsj ist ein Schoko-Keks-Riegel der norwegischen Marke Freia. Entwickelt im Jahr 1937, wurde das Produkt schnell zu einem beliebten Begleiter bei Wanderungen und Ski-Ausflügen. Seit den 1960er-Jahren sind auf der Rückseite der Verpackung daher Tourenvorschläge aufgedruckt. Daneben sponsert der Hersteller auch den norwegischen Wanderverein.
Mittlerweile wird Kvikk Lunsj vom Lebensmittelkonzern Kraft Foods (heute Mondelēz International) hergestellt, der Freia 1993 aufgekauft hat. Die Jahresproduktion beträgt 50 Millionen Tafeln. Rein statistisch konsumiert damit jeder Norweger pro Jahr neun Tafeln. Ein Viertel der Jahresproduktion wird zu Ostern verkauft, wenn die Norweger traditionell Ski fahren. Kvikk Lunsj ist auch in Schweden und Dänemark erhältlich. Auf Helgoland führen vereinzelt Duty-free-Shops das Produkt.
Der Name dieses Produkts ließe sich etwa mit „schnelle Mahlzeit“ übersetzen.
Obwohl der Schokoriegel aufgrund seiner charakteristischen Form stark an das Konkurrenzprodukt KitKat von Nestlé erinnert, darf es nach einem Urteil des Europäischen Gerichtshofs weiter vertrieben werden.